# Mathias Dewatripont
Mathias Dewatripont (Brussel, 27 december 1959) is een Belgisch econoom, als hoogleraar verbonden aan de Université libre de Bruxelles en sinds 1998 eveneens visiting professor aan het Massachusetts Institute of Technology. Sinds 2011 is hij eveneens een directeur van de Nationale Bank van België.
Dewatripont studeerde economie aan de université libre de Bruxelles en promoveerde in 1986 tot doctor aan de Harvard University. Zijn promotoren waren de latere nobelprijswinnaar Eric Maskin en de Spaanse econoom Andreu Mas-Colell.
Hij zetelde van bij de inauguratie in het wetenschappelijk comité van de Europese onderzoeksraad, sinds 2004 in de Economic Advisory Group for Competition Policy van het Directoraat-generaal Mededinging, was een tijd lid van de Group of Economic Policy Analysis van Europees commissievoorzitter Barroso.
Dewatripont is lid van de Académie royale des sciences, des lettres et des beaux-arts de Belgique. Sinds 2009 was hij buitenlands lid van de American Academy of Arts and Sciences. Hij zetelt in de wetenschappelijke adviesraad van onder meer de Toulouse School of Economics, Barcelona Graduate School of Economics en het CentER Applied Research instituut van Tilburg University. Van 2010 tot 2011 was hij decaan van de Solvay Brussels School of Economics and Management
In 1998 was hij de laureaat van de Francquiprijs, in 2003 ontving hij de Yrjö Jahnsson Award, een onderscheiding van een Finse stichting en de European Economic Association.
In april 2011 werd hij opgenomen in het directiecomité van de Nationale Bank van België op voordracht van de Parti Socialiste, op 1 juni 2014 werd hij vice-gouverneur van de bank, wat evenwel in 2015 door de Federale regering werd teruggedraaid, met behoud van zijn positie als directeur. Sinds maart 2012 is hij eveneens lid van de Hoge Raad van Financiën.
Hij is gerankt in de top 10% in de IDEAS top van economen wereldwijd.